# Anna Sammet
Anna Sammet (* 12. März 1846 in Mannheim; † 26. August 1900 in Mannheim) war eine Pädagogin, Frauenrechtlerin und Leiterin des „Großherzoglichen Instituts für höhere Töchter“ seit 1877.

## Leben
Anna Sammet, jüngste Tochter von Anna Maria Sammet, geb. Reinhard (* 1799) und Johann Baptist Sammet (* 1798) wuchs mit elf Geschwistern in Mannheim auf. Ihr Vater war Katholik, während ihre Mutter der protestantischen Religion angehörte.
Über die Ausbildung Anna Sammets ist nichts bekannt. Vermutlich besuchte sie das Großherzogliche Fräulein-Institut und erhielt dort ihre Ausbildung. Das Institut wurde 1810 von der Emigrantin Amalie von Graimberg gegründet und 1819, als die Großherzogin Stephanie von Baden ihren Witwensitz in Mannheim nahm, nach Mannheim verlegt. 1877 übernahm Anna Sammet als Vorsteherin die Leitung des inzwischen städtischen Großherzoglichen Instituts für höhere Töchter, eine höhere Mädchenschule. Als Lehrerin war es in der damaligen Zeit recht untypisch und auch schwierig zu heiraten. Auch Anna Sammet blieb unverheiratet und hatte keine Kinder.
Anna Sammet leitete die höhere Mädchenschule bis zu ihrem Tod. Es wurden die Fächer Deutsch, Literatur, altklassische Literatur, Weltgeschichte, Kunstgeschichte, Geographie, Religion, Handarbeit, Turnen und Singen unterrichtet. Die humanistische Bildungsidee des Instituts sollte das Gute und Schöne in Geist und Gemüt der Frauen fördern. Auffallend ist, dass keine Mathematik unterrichtet wurde.

## Ehrungen
Nach Anna Sammet wurde eine Straße in Mannheim-Käfertal benannt, was widerspiegelt, dass sie eine wichtige Rolle in der Frauengeschichte Mannheims spielte. Die Anna-Sammet-Straße liegt in einem sogenannten Taufbezirk, in dem die Straßen nach berühmten Frauen und Frauenrechtlerinnen wie Elisabeth Altmann-Gottheiner, Marie Bernays und Elisabeth Blaustein benannt sind.